# Cratippe d'Athènes
Pour les articles homonymes, voir Cratippe.
Cratippe d'Athènes était un historien athénien du IVe siècle av. J.-C.

## Vie
Plutarque dit qu'il était un écrivain continuateur de l’Histoire de Thucydide. Auteur légèrement antérieur à Xénophon, il publia comme lui un ouvrage historique intitulé Hellenika.

## Œuvre
Les Hellenika décrivent l'émergence, la survie et la fin de l'hégémonie de Sparte sur les cités grecques.